# Головко, Вилен Вильевич
Виле́н Ви́льевич Головко́ (род. 16 января 1958) — российский артист цирка, постановщик цирковых программ, Народный артист Российской Федерации (2019), соучредитель Театра спорта «Журавли».

## Биография
Родился 16 января 1958 года. В 1977 году окончил ГУЦЭИ. В 1985 году создал театральный аттракцион «Журавли». В 1987 году окончил ГИТИС. В 1995 году получил Золотой приз Международного конкурса-фестиваля в городе Монте-Карло. С 3 октября 2016 года Вилен — директор Центра циркового искусства. В 2019 году удостоен звания «Народный артист Российской Федерации».
Отец — народный артист СССР Виль Головко.
В марте 2022 года подписал обращение в поддержку военного вторжения России на Украину (2022).

## Награды и звания
- Народный артист Российской Федерации (28 марта 2019 года) — за большие заслуги в области театрального, кинематографического и циркового искусства[2].
- Заслуженный артист Российской Федерации (1 августа 2005 года) — за заслуги в области искусства[3].